# Казачонок, Александр Иосифович
Алекса́ндр Ио́сифович Казачо́нок (10 октября 1934, Белорусская ССР — 1992, Костанайская область, Казахстан) — советский колхозник, механизатор, Герой Социалистического Труда (1976).

## Биография
Родился 10 октября 1934 года в селе Старцево Белорусской ССР (ныне Витебской области Белоруссии). После окончания школы механизаторов в 1951 году работал в местном колхозе. После службы в армии отправился по комсомольской путёвке в Казахскую ССР, где работал в Кустанайской области трактористом Тарановской МТС, трактористом-комбайнёром совхоза «Красносельский» имени Б. Майлина Тарановского района.
Указом Президиума Верховного Совета СССР от 23 декабря 1976 года за выдающиеся успехи, достигнутые во Всесоюзном социалистическом соревновании, проявленную трудовую доблесть в выполнении планов и социалистических обязательств по увеличению производства и продажи государству зерна и других сельскохозяйственных продуктов в 1976 году Александру Иосифовичу Казачонку присвоено звания Героя Социалистического Труда с вручением ордена Ленина и золотой медали «Серп и Молот».
Работал комбайнёром, трактористом, наладчиком до последних дней своей жизни. Был членом Кустанайского обкома Компартии Казахстана. Умер в 1992 году.

## Награды
- медаль «Серп и Молот» (23.12.1976)
- три ордена Ленина (23.06.1966, 13.12.1972, 23.12.1976)
- орден Дружбы народов (19.02.1981)